# The Corporation (poker)
The Corporation was een gelegenheidsteam van pokerprofessionals dat het van 2001 tot en met 2004 opnam tegen miljardair  Andrew Beal. Hierbij speelden ze Limit Texas Hold 'em met een small blind van $100.000 en een big blind van $200.000, nog steeds de hoogste blinden ooit (anno 2011).
The Corporation bestond uit onder meer Ted Forrest, Jennifer Harman, Minh Ly, Doyle Brunson, Todd Brunson, Howard Lederer, David Grey, Chip Reese, Gus Hansen, Phil Ivey, Barry Greenstein en Lyle Berman. Een aantal andere spelers verkoos anoniem te blijven. Samen legden ze $10.000.000 bij elkaar om het tegen Beal op te kunnen nemen. The Corporation hield op te bestaan nadat de miljardair in maart 2004 in twee dagen tijd $15.000.000 verloor, waarna hij bezwoer voorgoed te stoppen met pokeren (een voornemen waarvan hij in 2006 terugkwam).
Over de competitie tussen The Corporation en Beal verscheen in 2005 het boek The Professor, the Banker, and the Suicide King: Inside the Richest Poker Game of All Time, geschreven door advocaat en pokerspeler Michael Craig.